# 保定 (北周)
保定（561年正月—565年十二月）是北周武帝宇文邕的年号，由大冢宰宇文護控制朝政。歷時4年餘。

## 纪年
| 保定 | 元年  | 二年  | 三年  | 四年  | 五年  |
| ---- | ----- | ----- | ----- | ----- | ----- |
| 公元 | 561年 | 562年 | 563年 | 564年 | 565年 |
| 干支 | 辛巳  | 壬午  | 癸未  | 甲申  | 乙酉  |

## 參看
- 中国年号索引
  - 其他使用保定年號的政權
- 同期存在的其他政权年号
  - 大定（555年正月—562年正月）：西梁政權梁宣帝蕭詧的年号
  - 天保（562年二月—585年十二月）：西梁政權梁明帝萧岿的年号
  - 天嘉（560年正月—566年二月）：南朝陈政權陳文帝陈蒨的年号
  - 皇建（560年八月—561年十一月）：北齊政权齊孝昭帝高演年号
  - 太寧（561年十一月—562年四月）：北齊政权齊武成帝高湛年号
  - 河清（562年四月—565年四月）：北齊政权齊武成帝高湛年号
  - 天統（565年四月—569年十二月）：北齊政权齊後主高纬年号
  - 延昌（561年—601年）：高昌政权麴乾固年号
  - 開國（551年—568年）：新羅真興王之年號